# Réserve naturelle régionale des prairies humides de la ferme du Moulin Fontaine
La réserve naturelle régionale des prairies humides de la ferme du Moulin Fontaine (RNR278) est une réserve naturelle régionale située en région Hauts-de-France. Classée en 2014, elle occupe une surface de 38,06 hectares.

## Localisation

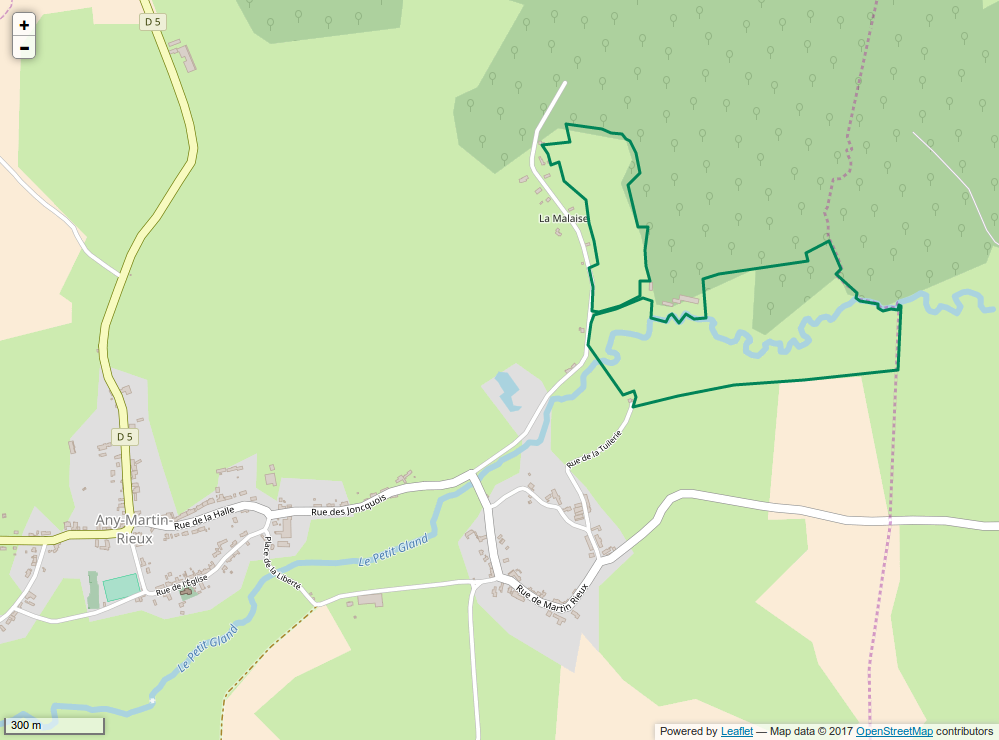
Périmètre de la réserve naturelle.

Le territoire de la réserve naturelle est située dans le département de l'Aisne, sur le territoire de la commune d'Any-Martin-Rieux.

## Administration, plan de gestion, règlement

### Outils et statut juridique
La réserve naturelle a été créée par une délibération du Conseil régional du 20 juin 2014.